# Halobates
Halobates Eschscholtz, 1822 è un genere di insetti della famiglia Gerridae, noti come insetti pattinatori marini.

È l'unico genere di insetti presente, con 5 specie, in mare aperto: queste specie conducono l'intera esistenza nelle acque degli oceani a distanza di centinaia di miglia dalla terraferma; un'altra quarantina di specie è stata descritta in acque costiere riparate. Tutte le specie vivono esclusivamente sull'interfaccia aria-mare, come parte della comunità del neuston.

## Descrizione

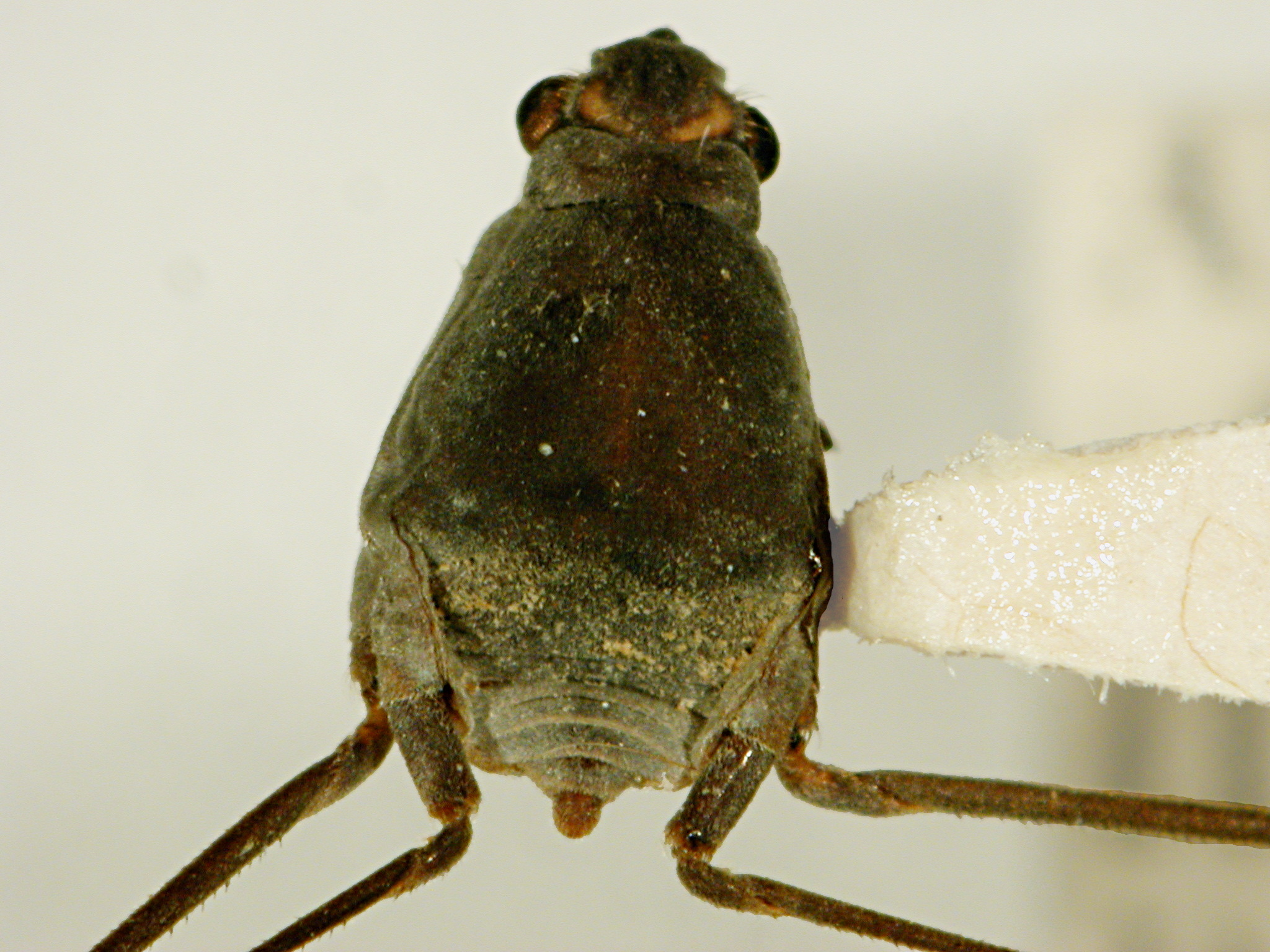
Halobates sp.

Sono insetti di piccole dimensioni, di colore grigio-argenteo, lunghi appena 3,5–6 mm.

Come gli altri membri della famiglia Gerridae, possiedono antenne a 4 articoli, e occhi composti globulari.
L'addome è corto e compresso in rapporto al torace.
A differenza di altri gerridi, sono privi di ali in tutte le fasi del loro ciclo vitale.
Le zampe anteriori sono piuttosto tozze ed utilizzate principalmente per afferrare le prede; le gambe centrali sono le più lunghe, sino a 1,5 cm o più, e portano una frangia di lunghi peli sulla tibia e sul primo tarso; esse garantiscono la maggiore forza propulsiva nella locomozione, mentre la zampe posteriori, anch'esse molto lunghe, hanno prevalentemente funzione direzionale.

## Distribuzione e habitat
La maggior parte delle specie note si trova nella fascia tropicale dell'oceano Pacifico, dell'oceano Atlantico e dell'oceano Indiano, in aree costiere associate con mangrovie o altre piante marine; sono note anche specie (H. acherontis) che vivono in acque fluviali, lontano dagli estuari; molte sono endemismi ristretti ad una sola isola o a un gruppo di isole. Le 5 specie pelagiche (H. micans, H. germanus, H. sericeus, H. splendens e H. sobrinus) sono tutte esclusive dell'oceano Pacifico, con l'eccezione di H. micans, che è presente sia nell'oceano Indiano che nell'Atlantico. Sebbene esistano specie di Halobates sia nell'Atlantico che nel mar Rosso, il genere non è attualmente presente nel mar Mediterraneo. Una specie fossile, Halobates ruffoi, ritrovata nel deposito di Pesciara di Bolca, in provincia di Verona, testimonia che in passato il genere fosse presente anche in quest'area.

## Biologia
Sono voraci predatori; le prede principali delle specie costiere sono rappresentate da insetti terrestri caduti in acqua, mentre le specie oceaniche si nutrono prevalentemente di plancton.
Le specie costiere depongono le loro uova su rocce immerse vicino alla costa, mentre le specie oceaniche utilizzano qualsiasi oggetto galleggiante come piume di uccelli, pezzi di legno, ed anche grumi di catrame e pezzi di plastica. Una recente ricerca ha dimostrato che essi hanno imparato a sfruttare l'enorme massa di rifiuti plastici presente nel Pacific Trash Vortex come nuove superfici per depositare le uova, col risultato di una maggiore concentrazione di uova nelle acque del vortice subtropicale del Nord Pacifico, una corrente oceanica a forma di vortice circolare localizzato tra l'equatore e il 50° di latitudine Nord.
Tra i principali predatori di questi insetti vi sono alcune specie di uccelli della famiglia Hydrobatidae e la tartaruga Caretta caretta.

## Tassonomia
Il genere fu descritto per la prima volta da Johann Friedrich von Eschscholtz, un medico estone che prese parte, tra il 1815 e il 1818, a una spedizione russa a bordo dell'incrociatore Rurik, raccogliendo tre specie (H. micans, H. sericeus e H. flaviventris) su cui si basò la descrizione formale del genere nel 1822.

Nel 1883 Francis Buchanan White pubblicò una ampia monografia sul genere elencando 11 specie, tra cui 6 nuove specie raccolte durante la spedizione oceanografica dell'H.M.S. Challenger (1873–1876).
Il numero delle specie note crebbe negli anni successivi, e attualmente (2013) il genere comprende le seguenti specie viventi:
- Halobates acherontis Polhemus, 1982
- Halobates alluaudi Bergroth, 1893
- Halobates browni Herring, 1961
- Halobates bryani Herring, 1961
- Halobates calyptus Herring, 1961
- Halobates darwini Herring, 1961
- Halobates dianae Zettel, 2001
- Halobates elephanta Andersen & Foster, 1992
- Halobates esakii Miyamoto, 1967
- Halobates fijiensis Herring, 1958
- Halobates flaviventris Eschscholtz, 1822

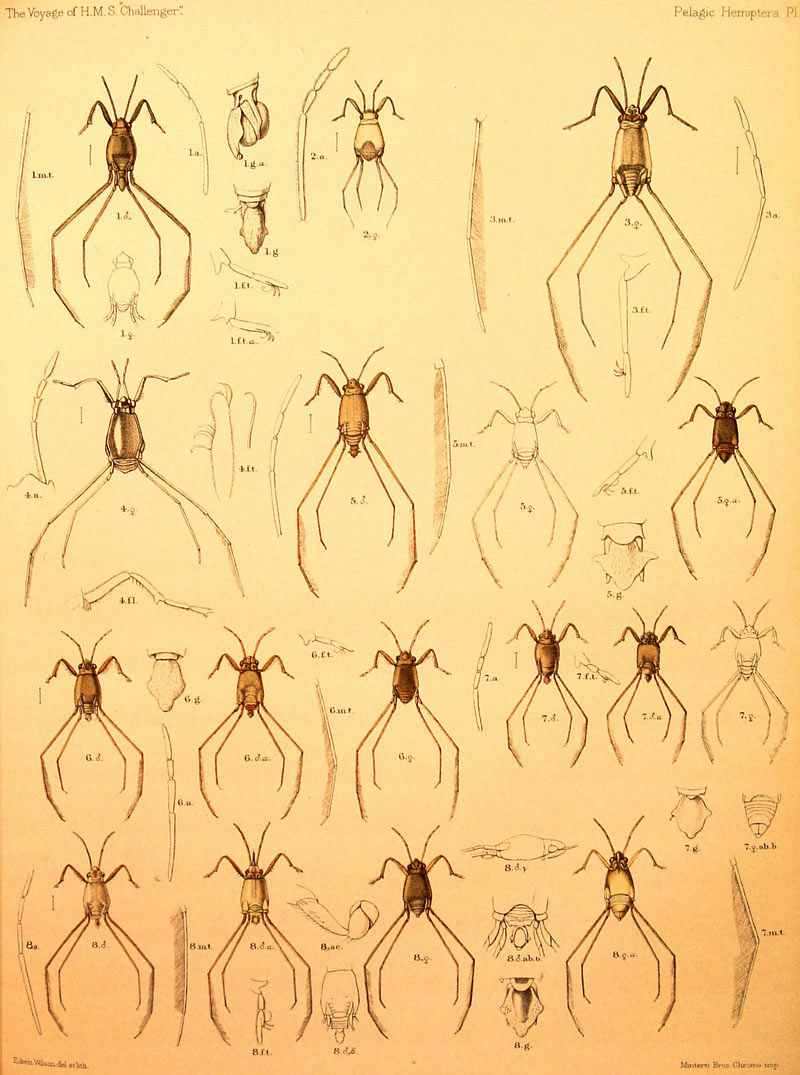
Tavola entomologica tratta da
H.M.S. Challenger Expedition Report - Pelagic Hemiptera, autore F. Buchanan White

- Halobates formidabilis (Distant, 1910)
- Halobates galatea Herring, 1961
- Halobates germanus White, 1883
- Halobates hawaiiensis Usinger, 1938
- Halobates hayanus White, 1883
- Halobates herringi Polhemus & Cheng, 1982
- Halobates japonicus Esaki, 1924
- Halobates katherinae Herring, 1958
- Halobates kelleni Herring, 1961
- Halobates lannae Andersen & Weir, 1994
- Halobates maculatus Schadow, 1922
- Halobates mariannarum Esaki, 1924
- Halobates matsumurai Esaki, 1924
- Halobates melleus Linnavuori, 1971
- Halobates micans Eschscholtz, 1822
- Halobates mjobergi Hale, 1925
- Halobates murphyi Polhemus & Polhemus, 1991
- Halobates nereis Herring, 1961
- Halobates panope Herring, 1961
- Halobates peronis Herring, 1961
- Halobates poseidon Herring, 1961
- Halobates princeps White, 1883
- Halobates proavus White, 1883
- Halobates regalis Carpenter, 1892
- Halobates robinsoni Andersen & Weir, 2003
- Halobates robustus Barber, 1925
- Halobates salotae Herring, 1961
- Halobates sericeus Eschscholtz, 1822
- Halobates sexualis Distant, 1903
- Halobates sobrinus White, 1883
- Halobates splendens Witlaczil, 1886
- Halobates tethys Herring, 1961
- Halobates trynae Herring, 1964
- Halobates whiteleggei Skuse, 1891
- Halobates zephyrus Herring, 1961

Una specie fossile, Halobates ruffoi, risalente all'Eocene (circa 45 milioni di anni fa) è stata rinvenuta nel deposito fossile di Pesciara di Bolca, in provincia di Verona.
Tra i generi filogeneticamente più prossimi ad Halobates vi sono Austrobates e Asclepios.